# Northolt (metrostation)
Northolt is een station van de metro van Londen aan de Central Line. Het station dat in 1948 is geopend ligt in de plaats Northolt.

## Geschiedenis
De Great Western Railway bouwde in 1907 een halte vlak ten oosten van de Mandeville Road onder de naam Northolt Halt, aan hun "New North Main Line" (nu de Acton-Northolt-lijn ) naar Birmingham. Het werd omgedoopt tot Northolt (voor West End) Halt, voordat het de status van station kreeg onder zijn oorspronkelijke kortere naam. 
In 1933 werd het openbaar vervoer in Londen genationaliseerd in de London Passenger Transport Board die met het New Works Programme 1935-40 kwam om knelpunten in het metronet aan te pakken en nieuwe woonwijken op de metro aan te sluiten. Onderdeel was een zijtak van de Central Line van North Acton naar Denham. De bouw van deze zijtak, die parallel aan bestaande spoorlijnen werd gelegd, begon in 1936, als gevolg van de Tweede Wereldoorlog kwam het werk echter in 1939 tot staan. Het eerste deel van de zijtak werd geopend in 1947 en het deel ten westen van Greenford, waaronder Northolt werd op 21 november 1948 geopend. Het reizigersverkeer bij Northolt werd toen overgenomen door de metro en het spoorwegstation werd gesloten.

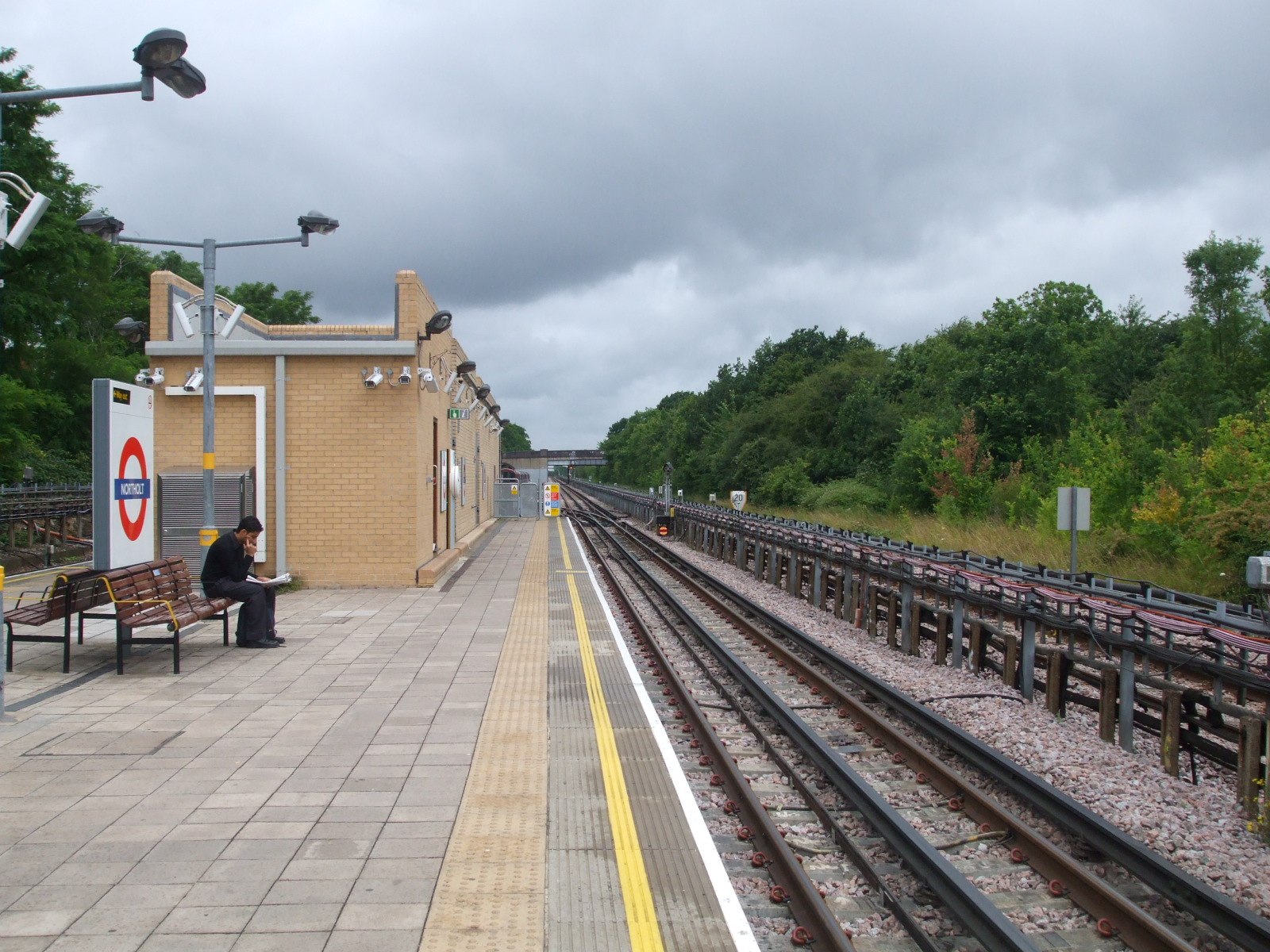
Een blik naar het westen, met rechts de spoorlijn en in de verte het keerspoor.
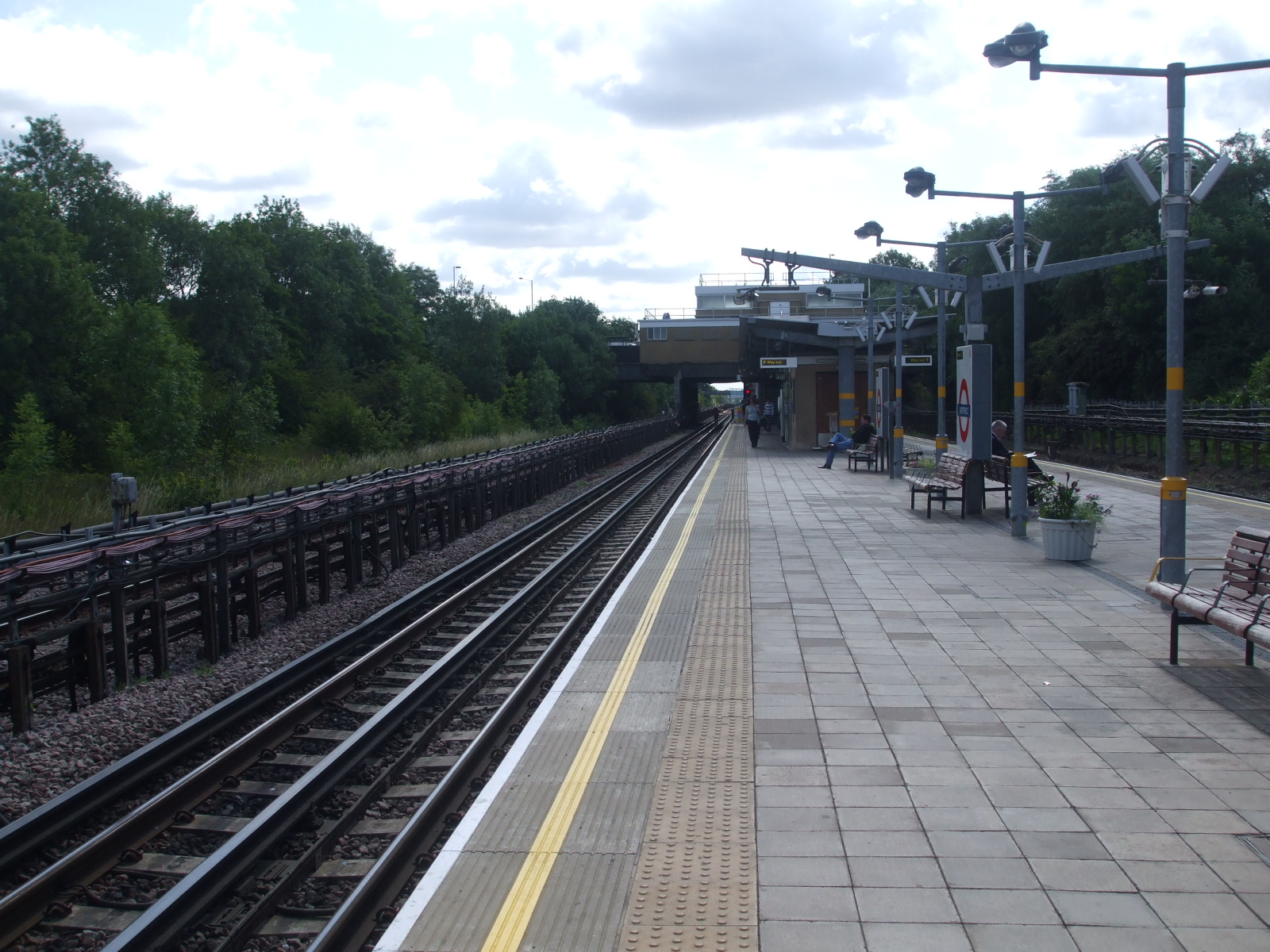
Een blik naar het oosten over het perron.
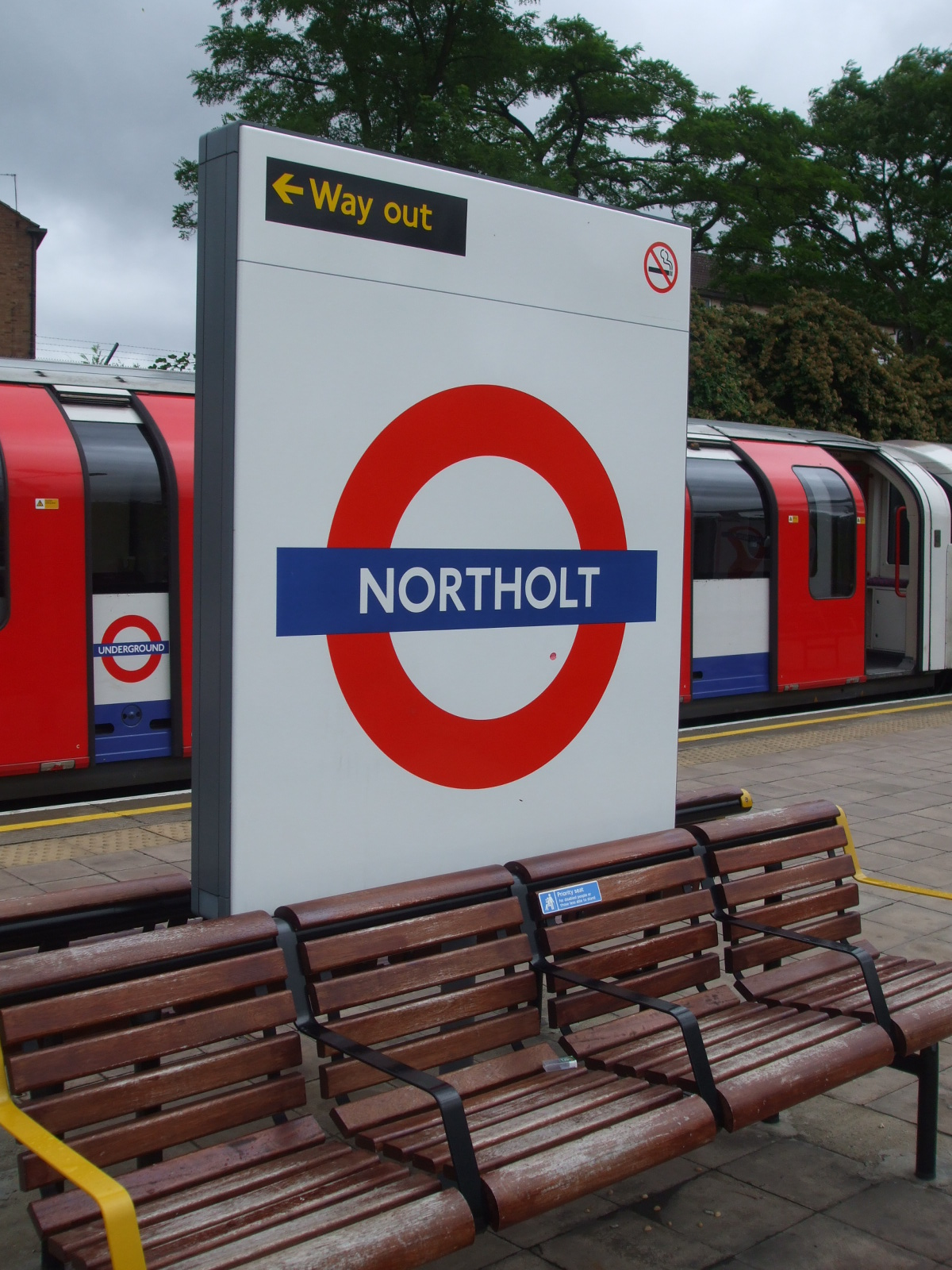
De roundel aan de perronzijde voor de metro's naar het oosten.

## Ligging en inrichting
Het station heeft een eilandperron dat met een vaste trap is verbonden met het stationsgebouw boven de sporen. Metro's die op het station eindigen, kunnen ofwel een keerspoor tussen de doorgaande sporen ten westen van de perrons gebruiken gebruikmaken van een overloopwissel ten oosten van het station voor een directere terugkeer naar het centrum van Londen.
In 2018 werd aangekondigd dat het station tegen 2022 rolstoeltoegankelijk zou worden als onderdeel van een investering van £ 200 miljoen om het aantal rolstoeltoegankelijke stations op de metro te vergroten.
Ten noorden van de metrosporen ligt het enkelspoor van de Acton-Northolt-lijn van Paddington, dat nu wordt gebruikt door goederentreinen en een enkele dagelijkse "parlementaire dienst" verzorgd door Chiltern Railways, tussen Paddington en Gerrards Cross. Er zijn geen perrons meer langs dit spoor.